# Blesme
Blesme ist eine französische Gemeinde im Département Marne in der Region Grand Est. Sie hat eine Fläche von 6,64 km² und 197 Einwohner (2022). Sie liegt an der Bruxenelle, etwa zehn Kilometer östlich von Vitry-le-François.

## Bevölkerungsentwicklung
| Jahr                       | 1962 | 1968 | 1975 | 1982 | 1990 | 1999 | 2004 | 2009 | 2018 |
| -------------------------- | ---- | ---- | ---- | ---- | ---- | ---- | ---- | ---- | ---- |
| Einwohner                  | 238  | 249  | 200  | 195  | 192  | 171  | 165  | 202  | 208  |
| Quellen: Cassini und INSEE |      |      |      |      |      |      |      |      |      |

## Sehenswürdigkeiten
- Mariä-Himmelfahrts-Kirche (Église de l’Assomption-de-la-Vierge), Monument historique

## Verkehr
Blesme liegt an der Bahnstrecke Paris–Strasbourg und ist Ausgangspunkt der Bahnstrecke Blesme-Haussignémont–Chaumont. Der Bahnhof wird nicht mehr im Personenverkehr bedient.